# Madam Satan
Madam Satan ist eine US-amerikanische Musical-Screwball-Komödie aus dem Jahr 1930 von Cecil B. DeMille mit Kay Johnson und Reginald Denny in den Hauptrollen.

## Handlung
Als die Prominente Angela Brooks eines Morgens aufwacht und feststellt, dass ihr Ehemann Bob letzte Nacht nicht nach Hause gekommen ist, liest sie in der Zeitung, dass Bob und eine Frau namens „Mrs. Brooks“ zusammen mit Bobs bestem Freund Jimmy Wade vor dem Haftrichter standen. Die Frau ist eigentlich ein Showgirl namens Trixie, mit dem Bob sich getroffen hat, aber Bob behauptet, dass Trixie Jimmys neue Frau ist. Angela amüsiert sich eher über die plumpe Lüge als dass sie sie verärgert, doch bald wird klar, dass Bob das Interesse an ihrer Ehe verloren hat, da er Angela für bieder und kalt hält. Sie erklären beide, dass sie ausziehen und einander verlassen, doch Angela bereut es sofort. Ihr Dienstmädchen Martha ermutigt sie, für ihr Glück zu kämpfen.
Angela erzählt Jimmy, dass sie von zu Hause ausgezogen ist und die Nacht in der Wohnung verbringen wird, die er mit seiner angeblichen Frau Trixie teilt. Trixie weiß nichts von Bobs Lüge, also eilt Jimmy zu ihrer Wohnung, um sie zu warnen. Trixie ist verärgert, weil sie Bob ganz für sich allein haben will. Doch als Angela eintrifft, geben sie widerstrebend vor, verheiratet zu sein, während Angela versucht, sie auszutricksen, damit sie die Wahrheit preisgeben. Die Szene wird noch absurder, als auch Bob eintrifft, während Trixie sich versteckt. Jimmy versteckt Angela unter einer Decke und sagt, sie sei seine Freundin, eine verheiratete Frau, deren Namen er nicht preisgeben will. Trixie kommt wieder herein, damit Bob weiß, dass die Frau nicht sie ist. Nachdem die Männer gegangen sind, bemerkt Trixie, dass Angela in ihre eigene Falle getappt ist. Sie sagt, der Unterschied zwischen ihnen liege darin, dass Trixie verstehe, was ein Mann von einer Frau will, und solange sie Bob diese Dinge gebe, werde er bei ihr bleiben. Angela sieht das als Herausforderung und sagt, sie könne alles übertreffen, wozu Trixie fähig sei.
Jimmy soll an Bord eines verankerten Starrluftschiffs einen aufwendigen Maskenball veranstalten. Um die Zuneigung ihres Mannes zurückzugewinnen, beschließt Angela, die Soiree als geheimnisvolle Teufelsfrau mit französischem Akzent, „Madam Satan“, zu besuchen, um ihn zu „verführen“. Versteckt hinter ihrer Maske und gehüllt in ein verführerisches Kleid, das mehr enthüllt als es verdeckt, findet Angela ihren fehlgeleiteten Ehemann und beginnt, ihm eine Lektion zu erteilen. Zu Trixies Bestürzung ist Bob tatsächlich von Angela in ihrer Rolle als Teufelsfrau verzaubert, die überhaupt nichts mit der sittsamen Gattin zu tun hat, die er zu Hause zurückgelassen hat. Während des Balls werden mehrere exotische Musiknummern aufgeführt. Schnell zieht ein schweres Gewitter auf, das Luftschiff wird beschädigt, reißt sich los und droht auseinanderzubrechen. Alle geraten in Panik, als ihnen gesagt wird, sie sollen das Schiff verlassen und mit dem Fallschirm zur Erde springen.
Inzwischen hat Angela ihre Maske abgelegt und sich Bob zu erkennen gegeben, der ihr ihren Betrug schnell übel nimmt. Er gibt ihr seinen Fallschirmgurt und macht sich auf die Suche nach einem anderen Gurt für Trixie, nachdem sie keinen finden kann. Angela erpresst von Trixie das Versprechen, Bob in Ruhe zu lassen, wenn sie dafür ihren eigenen Fallschirm bekommt. Als Bob zurückkommt, gibt er Angela seinen, und sie springt sicher mit dem Fallschirm auf den offenen Klappsitz eines Cabrios, in dem ein Pärchen sich küsst. Bob reitet auf einem Teil des nun auseinandergebrochenen Zeppelins hinunter und taucht in letzter Sekunde kurz vor dem Aufprall in das Reservoir des Central Parks. Jimmy landet auf einem Baum mitten im Löwengehege des Stadtzoos. Trixie springt mit dem Fallschirm durch das Dach eines türkischen Bades voller Männer in Handtüchern, die sich sofort beeilen, sich zu bedecken.
Am nächsten Tag versöhnen sich die unverletzte Angela und Bob, der seinen Arm in einer Schlinge trägt, nach einem Besuch des schwer bandagierten Jimmy.

## Hintergrund
Der bevorstehende MGM-Film wurde in einer Pressemitteilung am 30. Oktober 1929 angekündigt, in der stand, dass der Schauspieler Roland Young für Cecil B. DeMilles erste Musical-Produktion „Madam Satan“ besetzt worden sei. Am 13. Februar 1930 wurde berichtet, dass Harold Rosson als Kameramann fungieren würde.
Am 10. März 1930 wurde bekannt gegeben, dass an diesem Tag die Hauptdreharbeiten in den MGM-Studios in Culver City begonnen hatten. Laut einer Pressemeldung vom 12. März 1930 plante MGM, in einer oder zwei Sequenzen des Films das „Multicolor“-Farbverfahren anzuwenden. Am 29. März 1930 wurde berichtet, dass die Sängerin und Tänzerin Evelyn Hayes und das Tanzduo Renoff und Renova für den Film gecastet wurden. Letztere sollten als „Haupttänzer in dem ‚mechanischen Superballett‘ mit 120 Tänzern auftreten, das im Ballsaal eines Zeppelins aufgeführt wird“. Am 12. Juli 1930 hieß es, DeMilles Produktion enthalte eine zehneinhalb Minuten lange Musiksequenz, die beinahe einen elfminütigen Tonstreifen füllte. Es sei angeblich „die längste ununterbrochene Filmmusik, die je in einem Tonfilm verwendet wurde“.
Am 2. August 1930 wurde bekannt gegeben, DeMille sei derzeit dabei, den Schnitt abzuschließen.
Cedric Gibbons und Mitchell Leisen oblag die künstlerische Leitung. Gilbert Adrian war für das Kostümbild zuständig. Verantwortlicher Toningenieur war Douglas Shearer. Leisen war zudem neben Cullen Tate als Regieassistent tätig, LeRoy Prinz als Tanzregisseur.
Katherine DeMille, die Tochter des Regisseurs, gab ihr Filmdebüt.

## Musik
Folgende Songs wurden im Film gespielt:
- Meet Madam, We’re Going Somewhere, The Cat Walk und This Is Love von Clifford Grey und Herbert Stothart
- Live and Love Today von Elsie Janis und Jack King

## Veröffentlichung
Die Premiere des Films fand am 15. September 1930 in New York statt. 1931 kam er im Deutschen Reich und in Österreich in die Kinos.

## Kritiken
Der Filmkritiken-Aggregator Rotten Tomatoes hat in einer Auswertung von fünf Kritiken eine Zustimmungsrate von 40 Prozent errechnet. Das Publikumsergebnis hat sich bei 42 Prozent positiver Bewertungen eingependelt.
Mordaunt Hall von der The New York Times beschrieb den Film als eine ungeschickte Geschichte mit komödiantischen Einlagen, die eher langweilig als lächerlich seien. Er sah eine seltsame Ansammlung unwirklicher Ereignisse, die manchmal mit nicht wenig technischem Geschick dargestellt werden.
Elwyn Brooks White schrieb im Magazin The New Yorker, der Film erfinde einige der lächerlichsten Momente, die jemals auf der Leinwand zu sehen waren.
Das Filmmagazin The Film Daily hob in seiner Kritik die angeblichen Exzesse der Produktion hervor, darunter die extravaganten Produktionswerte und die häufige Verwendung von „riskanten Zeilen“ in den Dialogen.
Der Kritiker des TV Guide befand, der Reiz dieses bizarren und beinahe unverständlichen Films wurzele im makabren Sinn für Humor mancher Zuschauer. Den Humorlosen sei gesagt, dieser Film sei einfach nur etwas für die Verrückten.